# Re di Sidone
I re di Sidone sono conosciuti per mezzo delle loro iscrizioni e menzioni da parte di storici greci e persiani ed egizi.

## Periodo egizio
Fenice
| Immagine | Re                                            | Carica           | Carica | Note |
| Immagine | Re                                            | Inizio           | Fine   | Note |
| -------- | --------------------------------------------- | ---------------- | ------ | ---- |
|          | Zimreddi                                      |                  |        |      |
|          | ?                                             |                  |        |      |
|          | Phalis                                        | XIII secolo a.C. |        |      |
|          | ?                                             |                  |        |      |
|          | Re di Sidone menzionato nel Viaggio di Unamon | XI secolo a.C.   |        |      |

## Re dei Sidonî e dei Tirî (IX secolo a.C. - VI secolo a.C.)
| Immagine | Re                         | Carica   | Carica   | Note                                                                 |
| Immagine | Re                         | Inizio   | Fine     | Note                                                                 |
| -------- | -------------------------- | -------- | -------- | -------------------------------------------------------------------- |
|          | Itthobaal I                | 887 a.C. | 856 a.C. | Istituisce il regno unito con Sidone e Tiro secondo Giuseppe Flavio. |
|          | Baal-Ezer I (Baleazarus I) | 847 a.C. | 841 a.C. | Figlio di Itthobaal I.                                               |
|          | Mattan I                   | 841 a.C. | 832 a.C. | Figlio di Baleazarus I.                                              |
|          | Pigmalione I               | 832 a.C. | 785 a.C. | Figlio di Mattan I.                                                  |
|          | ?                          |          |          |                                                                      |
|          | Itthobaal II               |          |          |                                                                      |
|          |                            |          |          |                                                                      |
|          |                            |          |          |                                                                      |

## Periodo assiro
| Immagine | Re                          | Carica   | Carica   | Note  |
| Immagine | Re                          | Inizio   | Fine     | Note  |
| -------- | --------------------------- | -------- | -------- | ----- |
|          | Hiram II                    | 739 a.C. | 730 a.C. | [ 1 ] |
|          | Mattan II                   | 730 a.C. | 729 a.C. | [ 1 ] |
|          | Eluli (Elulaios o Luli)     | 729 a.C. | 694 a.C. | [ 1 ] |
|          | Itthobaal III (Tuba'ilu II) | 702 a.C. | 694 a.C. |       |
|          | ? Abd Melqart               | 694 a.C. |          | [ 2 ] |
|          | Baal II                     | 694 a.C. | 660 a.C. | [ 1 ] |

## I Lista (VII secolo a.C.)
| Sovrano       | Carica   | Carica   | Note  |
| Sovrano       | Inizio   | Fine     | Note  |
| ------------- | -------- | -------- | ----- |
| ?             |          |          |       |
| Itthobaal III | 591 a.C. | 573 a.C. | [ 1 ] |

| Re            | Carica   | Carica | Note |
| Re            | Inizio   | Fine   | Note |
| ------------- | -------- | ------ | ---- |
| Abdi-Milkutti | 677 a.C. |        |      |

## Periodo assiro
| Re         | Carica     | Carica   | Note |
| Re         | Inizio     | Fine     | Note |
| ---------- | ---------- | -------- | ---- |
| Ecnibalo ? | 572 a.C. o | 572 a.C. |      |
|            |            |          |      |

## I Lista
| Immagine | Re            | Carica   | Carica        | Note                                         |
| Immagine | Re            | Inizio   | Fine          | Note                                         |
| -------- | ------------- | -------- | ------------- | -------------------------------------------- |
|          | Hiram III     | 520 a.C. |               |                                              |
|          | Matten III    |          |               |                                              |
|          | Agbalos       | 411 a.C. |               |                                              |
|          | Hiram IV      |          |               |                                              |
|          | Anysos        |          |               |                                              |
|          | Eshmunazor I  |          | 480 a.C. ?    | Figlio di Anysos.                            |
|          | Tabnit I      |          | V secolo a.C. | Figlio di Eshmunazor I.                      |
|          | Immiashtart   |          | 478 a.C.      | Moglie e sorella di Tabnit I.                |
|          | Eshmunazor II | 478 a.C. | 464 a.C.      | Figlio di Immiashtart e Tabnit I.            |
|          | Bod'ashtart   |          |               | Figlio di Tabnit I e Immiashtart o fratello. |
|          | Yatonmilk     |          |               | Figlio di Bod'ashtart.                       |
|          | Stratone I    |          |               | Da alcuni identificato con Tennes.           |

## II Lista
| Re          | Carica | Carica | Note |
| Re          | Inizio | Fine   | Note |
| ----------- | ------ | ------ | ---- |
| Tennes      |        |        |      |
| Evagora II  |        |        |      |
| Stratone II |        |        |      |
|             |        |        |      |